# Bernser Landwehr
Bernser Landwehr ist ein kleines Dorf im Tal der Bückeburger Aue in der Gemeinde Auetal im niedersächsischen Landkreis Schaumburg. Es gehört zum Ortsteil Bernsen. Es hat derzeit etwas mehr als 100 Einwohner.

## Geschichte
Dieser Ort gehörte früher zur selbständigen Gemeinde Bernsen. Diese wurde am 1. März 1974 in die Nachbargemeinde Rolfshagen eingegliedert. Aber bereits am 1. April 1974 wurde die neue Gemeinde Auetal gebildet, der Rolfshagen (mit Bernsen und der Bernser Landwehr) nunmehr angehörte.

## Politik
Der Vertreter im Gemeinderat Auetal ist Torben Stemme, der auch als Ortsvorsteher für Bernsen tätig ist.

## Infrastruktur
Das Dorf liegt 15 Autominuten von Rinteln entfernt und hat damit einen guten Anschluss an das öffentliche Leben in Rinteln, aber auch in Rehren, wo sich die Autobahnanbindung befindet. Für Jugendliche gibt es einen kleinen Bolzplatz, der häufig genutzt wird und von der Gemeindeverwaltung instand gehalten wird.